# Everson (Waszyngton)
Everson – miasto w Stanach Zjednoczonych, w stanie Waszyngton, w hrabstwie Whatcom.